# Cloeotis percivali
Cloeotis percivali é uma espécie de morcego da família Hipposideridae. Pode ser encontrada na República Democrática do Congo, Quênia, Tanzânia, Zâmbia, Malauí, Moçambique, Essuatíni, Zimbábue, Botsuana e África do Sul. É a única espécie do gênero Cloeotis.